# Soera De Huichelaars
Soera De Huichelaars is een soera van de Koran.
De soera is vernoemd naar de huichelaars, al genoemd in de eerste aya. Zij zeggen te getuigen, maar zij zijn slechts leugenaars. De soera zet dit verder uiteen en roept de gelovigen op niet afgeleid te raken van God.